# Nová Role
Nová Role (in tedesco Neurohlau) è una città della Repubblica Ceca facente parte del distretto di Karlovy Vary, nella regione omonima.